# اریک فوگلین
اریک فوگلین  با نام اصلی اریک هرمان ویلهلم فوگلین (به آلمانی: Erich Hermann Wilhelm Vögelin) (متولد ۱۹۰۱ و درگذشته ۱۹۸۵) فیلسوف سیاسی آلمانی – آمریکایی است. فوگلین از فیلسوفان سیاسی مطرح قرن بیستم است.

## زندگی
او تحصیل کرده دانشگاه وین اتریش علوم سیاسی و استادیار دانشکده حقوقِ همان دانشگاه بوده، اما با الحاق اتریش به آلمان نازی در سال ۱۹۳۸، فوگلین اتریش را ترک و به آمریکا مهاجرت کرد و تبعهٔ این کشور شد و در دانشگاه‌های آمریکا به فعایت پرداخت. در سال ۱۹۵۸ برای پذیرش کرسی ماکس وبر در علوم سیاسی در دانشگاه لودویگ ماکسیمیلیان مونیخ، کرسی‌ای به کشور زادگاهش، آلمان، بازگشت. در مونیخ بنیاد علوم سیاسی را تأسیس کرد. یازده سال در آلمان ماند اما بار دیگر، در سال ۱۹۶۹، به آمریکا رفت. او که پیش از این بیست سال در آمریکا زندگی و کار کرده بود، بار دوم که به این کشور رفت تا پایان عمر آنجا ماند. از آثار اریک فوگلین می‌توان به «مجموعهٔ پنج جلدیِ نظم و تاریخ» و «علم، سیاست و آیین گنوسی» اشاره کرد.
او یکی از مهم‌ترین منتقدان کارل پوپر بود.
او همچنین به عنوان منتقد مارکسیسم نیز شناخته می‌شود: مارکسیسم لنینیسم در هسته بنیادی خود (چنان‌که در آرای کارل مارکس و فریدریش انگلس هست) طبیعتی ستمگر دارد، و حتی مدعی است که «بینش مارکسی سرانجام استالینیستی را دیکته می‌کرد، نه به‌خاطر اینکه اتوپیای کمونیستی اجتناب‌پذیر بود، بلکه به این خاطر که ناممکن بود».
او در هشتاد شش سالگی در آمریکا درگذشت.

## عرفان و سیاست
وگلین پژوهش‌های تخصصی در دو قلمرو عرفان و سیاست و ارتباط میان آن‌ها داشته‌است. به یک معنا، همهٔ پژوهشگرانی که در قرن بیستم به مسئلهٔ نظری و تاریخی سکولاریزاسیون پرداخته‌اند، مستقیم یا غیرمستقیم، ارتباط سیاست و عرفان را در تیررس پژوهش‌های خود داشته‌اند. عرفان سیاسی در نگاه ووگلین چیزی فراتر از مصطلح عرفانی است. از نظر او: «گریز از مادیت جهان تفسیر آن و دگر شدن با پدیده سیاست برای تغییر آن را باید، رویکردی عرفانی نامید.»